# گذر در دریای زمان
گذر در دریای زمان (انگلیسی: Across the Sea of Time) یک فیلم در ژانر درام است که در سال ۱۹۹۵ منتشر شد. دونالد ترامپ در این فیلم نقش بازی کرده‌است.